# Okazu

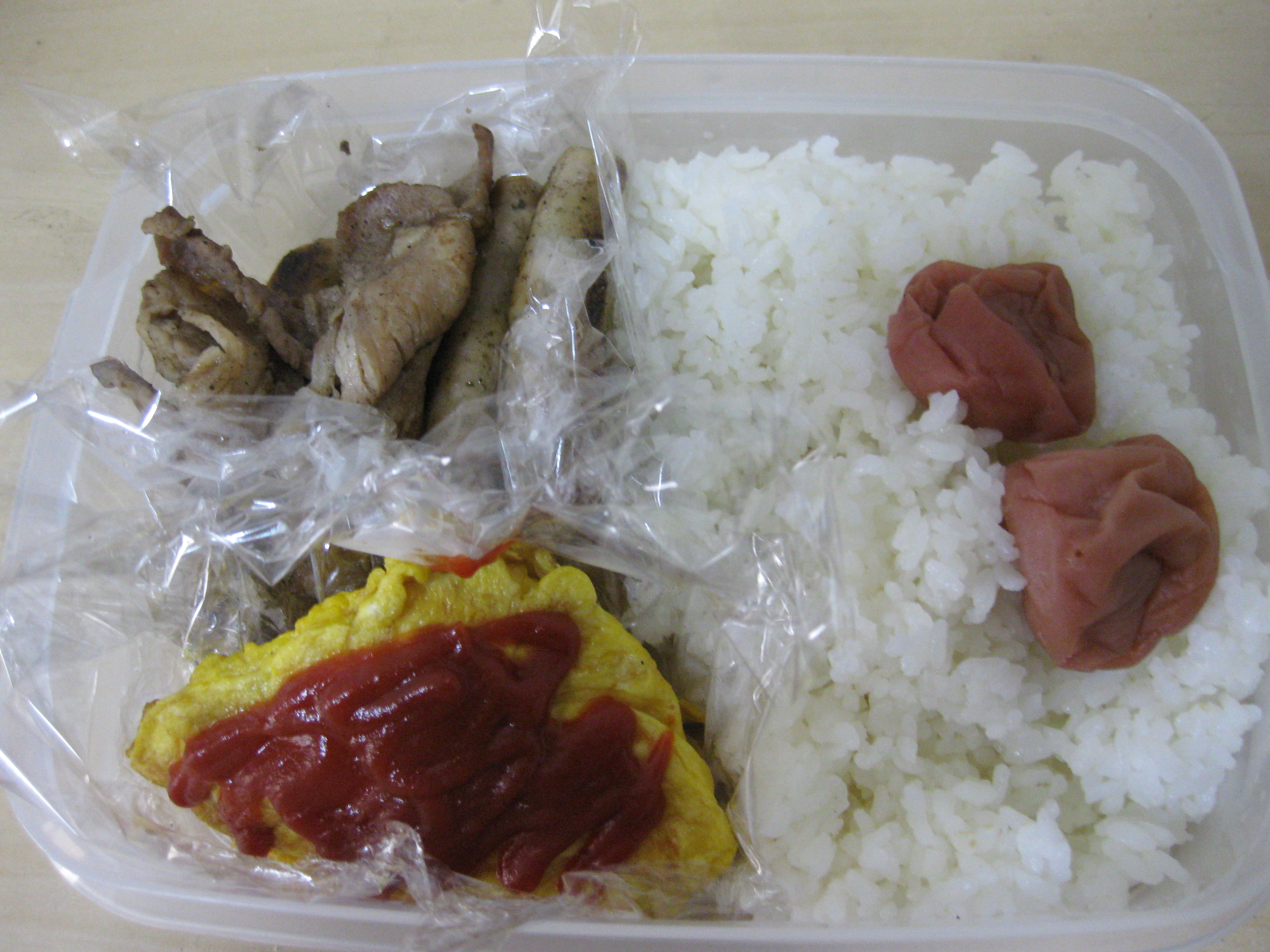
Umeboshi Bento con Okazu

El Okazu (おかず?) es una palabra japonesa que en la cocina japonesa significa guarnición, o plato de apoyo, que generalmente acompaña al arroz hervido. Suele acompañar a pescados, carnes, verduras, o tofu y los platos suelen diseñarse culinariamente con el objetivo de proporcionar sabor al arroz del okazu. En la cocina moderna japonesa el okazu puede servirse junto con fideos en lugar de acompañar el arroz. 

## Usos de la palabra
La palabra okazu se emplea de la misma forma como un referente de la masturbación o como denominación de cualquier otro acto que acompaña a los juegos del acto sexual. Este tipo de denominación hace sea una referencia en la pornografía como cualquier objeto empleado como propósito para la masturbación. Es en ciertos entornos una denominación slang del sexo lésbico. Esta denominación se ha convertido en una expresión empleada en otros países debido a los fanes del manga u otaku.